# Sangue bleu
Sangue bleu (True Blue) è un film muto del 1918 scritto e diretto da Frank Lloyd. Prodotto e distribuito dalla Fox Film Corporation, aveva come interpreti William Farnum, Charles Clary, Kathryn Adams.

## Trama

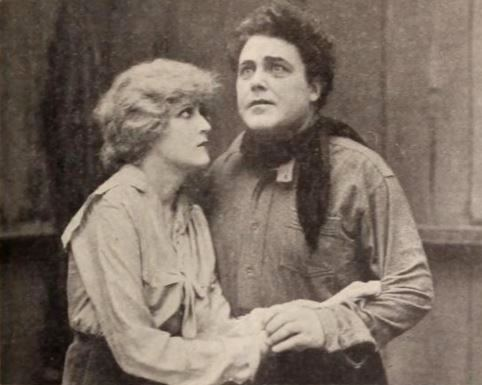
Kathryn Adams e William Farnum

Negli Stati Uniti, arriva la notizia che Gilbert Brockhurst, un inglese sposato a un'americana, ha ereditato un titolo nobiliare ed è diventato il conte di Somerfield. Gilbert, vergognandosi di ritornare in patria con la sua nuova famiglia che lo imbarazza, lascia la moglie e il loro bambino. La donna, ritornata insieme al figlio in Arizona, muore di dolore e Bob, il ragazzo, decide di prendere il nome da ragazza di sua madre, rifiutando di chiamarsi come il padre che l'ha abbandonato. Gilbert, intanto, si è risposato e, da questo secondo matrimonio, ha avuto un altro figlio, Stanley. Passano gli anni. Gilbert, in missione diplomatica negli Stati Uniti, giunge accompagnato da Stanley. Bob, che vive nel suo ranch in Arizona, conosce il padre e il fratellastro, un giovane debole e senza carattere. Lo prende a lavorare nel ranch e il duro e rude lavoro cui lo sottopone rende Stanley un uomo migliore. Gilbert, colpito dalle qualità del suo primogenito, gli offre il titolo e le sue proprietà inglesi, ma Bob rifiuta, preferendo rimanere in Arizona con Ruth Merritt, la ragazza che ama.

## Produzione
Il film fu prodotto dalla Fox Film Corporation. La sinossi presentata alla registrazione del copyright era intitolata originariamente The Undesired.

## Distribuzione
Il copyright del film, richiesto da William Fox, fu registrato il 5 maggio 1918 con il numero LP12389. Lo stesso giorno, distribuito dalla Fox Film Corporation e presentato da William Fox, il film uscì nelle sale cinematografiche statunitensi. In Italia, distribuito dalla Fox, con il visto di censura 15339 del settembre 1920, uscì con il titolo Sangue bleu in una versione di 1.767 metri.
Non si conoscono copie ancora esistenti della pellicola che viene considerata presumibilmente perduta.